# Клара Освальд
Кла́ра Óсвальд (англ. Clara Oswald) — персонаж британського науково-фантастичного серіалу «Доктор Хто», втілена акторкою Дженною Коулман. Вперше з'явившись у першому епізоді сьомого сезону «Ізолятор далеків» як Освін Освальд, Клара є постійною супутницею Одинадцятого Доктора починаючи з сьомої серії 7 сезону «Дзвони Святого Івана». Подорожує з Дванадцятим Доктором під час восьмого і дев'ятого сезонів.

## Загадка Клари
У серіалі є три різних «версії» Клари Освальд, які проявляють себе в різних епохах та за різних обставин протягом сьомого сезону.
Перша зустріч Клари і Доктора відбувається в серії «Ізолятор далеків», де Клара називає себе Освін Освальд. Таким чином з'являється перша «версія» Клари — Освін Освальд, яка є далеком та помирає в кінці, рятуючи життя Доктору. Доктор тоді так і не побачив її обличчя, але чув її голос.
Наступна зустріч Клари і Доктора відбувається у вікторіанську епоху в різдвяній серії 2012 року «Сніговики», коли Клара, виходячи з трактиру «Роза і Корона», зауважує, що раптово з'явився сніговик. В той момент повз неї проходив Доктор, і Клара поцікавилася у нього, чи не він зліпив сніговика, на що той відповів негативно. Клара назвала Доктору своє ім'я, на що він відповів, що воно гарне, і поїхав, не бажаючи заводити нових знайомств після втрати своїх супутників Емі Понд і Рорі Уільямса, а незадоволена його відмовою Клара наздогнала карету. Протягом серії Доктор дізнається про другу «версію», відому як Клара-Освін Освальд, і відходить від депресії, рятуючи світ. В кінці серії друга версія Клари також вмирає, а Доктор усвідомлює, що вона — та сама дівчина, яка померла в ізоляторі давніше, тому вирушає на її пошуки.
Зустріч з третьою версією Клари детально показана в подіях серії «Дзвони Святого Іоанна». Третя «Клара» — Клара Освальд з XXI століття. У цій серії Клара освоює комп'ютерні тонкощі, посилаючись до першої Клари, яка була хакеркою і зуміла зламати всі системи притулку далеків.
Сам Доктор називав Клару неможливою («She's not possible!») саме через її загадки. В кінці сезону з'ясовується, що існує набагато більше версій Клари і причина цього — те, що вона слідом за Великим Розумом увійшла в часову лінію Доктора, щоб виправити наслідки дій Розуму і врятувати Доктора. Це розділило її на безліч версій, які супроводжують і допомагають Доктору в кожній його регенерації (точніше від Першого Доктора до Одинадцятого), справжню ж Клару Доктор зумів врятувати і продовжує подорожувати з нею.

## Подальша історія
У ювілейній серії «День Доктора» з'ясовується, що Клара Освальд працює викладачкою літератури в школі Коал-Хілл. Вона зустрічає Десятого і Військового Доктора і переконує їх врятувати планету повелителів часу від руйнування в Війні Часу, помістивши її в кишеньковий всесвіт. У «Часі Доктора» повелителі часу намагаються повернутися крізь щілину в часі, але якщо їм це вдасться — війна почнеться заново. Доктор відсилає Клару додому, а сам залишається на планеті Трензалор, щоб запобігти війні, але раз-по-раз вона повертається. Доктору доведеться померти, оскільки запас його регенерацій підійшов до кінця. Тоді Клара крізь тріщину просить повелителів часу врятувати Доктора, на що ті посилають йому новий цикл регенерацій. Клара стає свідком його регенерації в Дванадцятого Доктора.

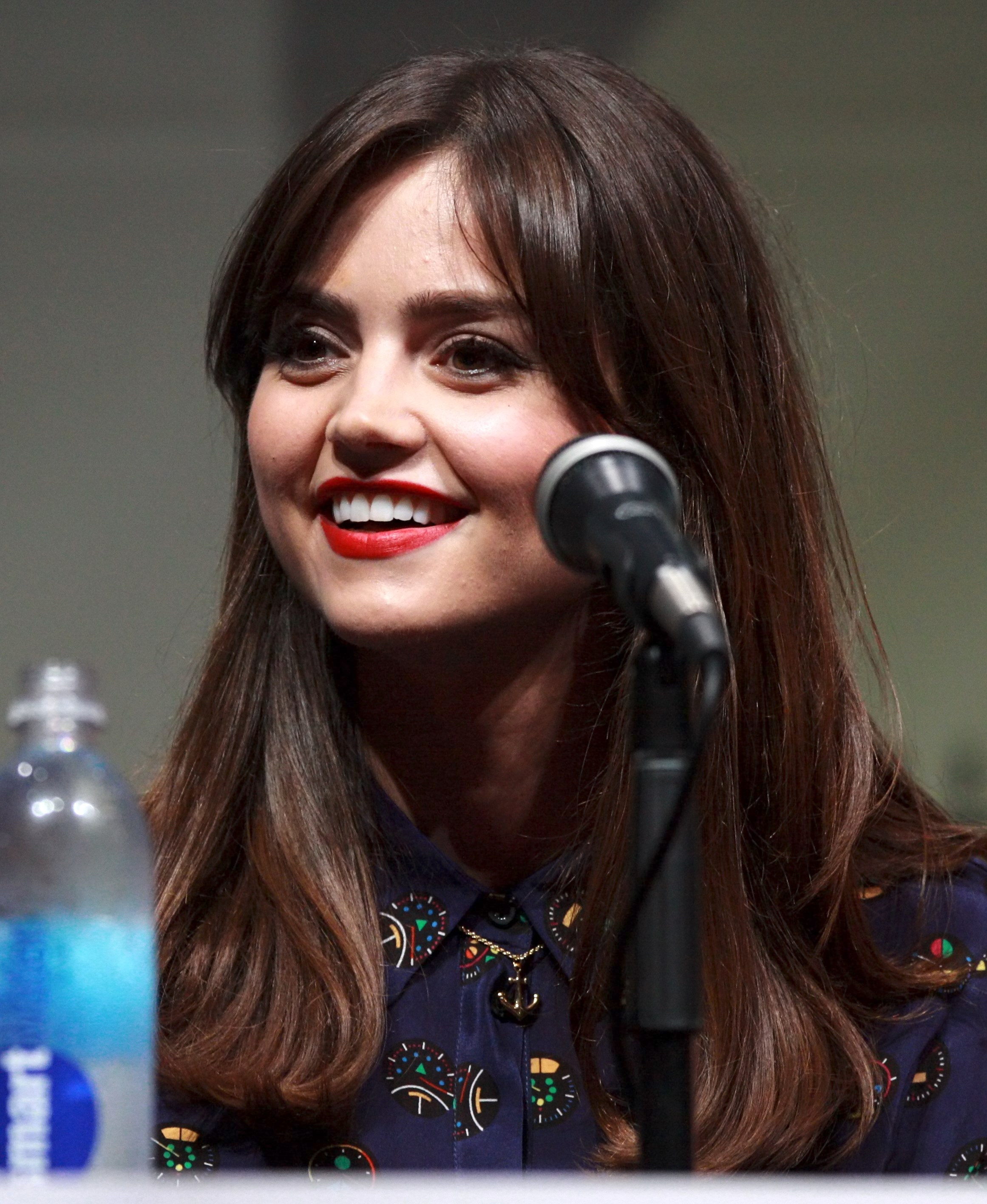
Дженна Коулман, виконавиця ролі Клари Освальд

Протягом серії «Глибокий вдих» Клара деякий час переживає втрату Доктора, якого вона знала і любила, поки не отримує дзвінок від Одинадцятого Доктора, який він зробив до своєї регенерації, щоб переконати Клару залишитися і допомогти його новому втіленню розібратися в собі. Клара знайомиться зі своїм колегою-вчителем математики Денні Пінком, і між ними зав'язуються романтичні стосунки. Якийсь час Клара воліє не розповідати Доктору і Денні одне про одного. Її дружбі з Доктором також доводиться пройти перевірку на міцність. Під час подій серії «Площина» Кларі вдається побути на місці Доктора, і вона усвідомлює свою здатність діяти безжально і прагматично, як іноді доводиться йому. Денні Пінк гине, перш ніж Клара встигає розповісти йому все, що приховувала. Клара намагається шантажувати Доктора, змусивши його змінити історію, щоб запобігти смерті Денні, але це неможливо. Замість цього вони знаходять сховище, де заклятий ворог Доктора володар часу Майстер, а нині володарка часу Міссі, містить свідомості загиблих людей, щоб в результаті звернути їх в армію кіберлюдей. Міссі зізнається, що саме вона дала Кларі номер телефону Доктора і продовжувала зводити їх разом. Денні стає кіберлюдиною, але йде проти своєї програми і знищує армію, зібрану Міссі, зірвавши її плани знищити світ. Через два тижні після цього Доктор і Клара зустрічаються, щоб попрощатися. Вважаючи, що так буде краще, кожен з них бреше іншому, не бажаючи обтяжувати своїми проблемами. Доктор прикидається, що знайшов Галіфрей і тепер повернеться додому. Клара в свою чергу повідомляє йому, що Денні живий, тоді як насправді той пожертвував можливістю скористатися пристроєм Міссі і повернув замість себе хлопчика, якого випадково вбив на війні.
Шляхи Доктора і Клари знову перетинаються в різдвяному спецвипуску «Останнє Різдво», коли вони опиняються в одному і тому ж сні, спроєктованому інопланетними істотами. Клара зізнається, що Денні як і раніше мертвий, а Доктор розповідає, що не знаходив Галіфрею. По ходу сну вони шкодують про те, що розлучилися. Доктор просить Клару знову подорожувати з ним, і вона з радістю погоджується. Події початку дев'ятого сезону призводять Клару разом з Доктором і Міссі на Скаро (планету далеків), де вона ледь уникає загибелі. Через багато пройшовши, Клара внутрішньо прогесує і демонструє все більшу впевненість при вирішенні проблем в небезпечних ситуаціях, ніж Доктор. Її нерозсудлива принциповість особливо проявляється в серії «Зустрінь ворона», коли Клара, намагаючись виграти час, бере на себе чужий смертний вирок і лише потім дізнається, що його не можна скасувати. Клара закликає Доктора не давати волю своїй темній стороні через її загибель і хоробро зустрічає смерть. Під час свого ув'язнення в сповідальному диску в серії «Посланець з небес» убитий горем за Кларою Доктор уявляє, як розмовляє з подругою. Вирвавшись зі своєї в'язниці на Галіфрей, Доктор використовує технологію повелителів часу, щоб витягти Клару з останніх миттєвостей її життя, і тікає з нею, намагаючись обдурити смерть. Він усвідомлює, що їх подорожі з Кларою принесуть більше шкоди, ніж користі, і збирається стерти спогади Клари про себе, сподіваючись її вберегти. Клара відмовляється забувати Доктора і саботує нейроблокатор, і тоді вони з Доктором використовують пристрій, не знаючи, на кому він спрацює. В результаті пристрій стирає спогади Доктора про неї. Клара залишає Доктора на Землі, щоб той міг продовжити свої подорожі на повернутій йому TARDIS, і разом з такою ж безсмертною в результаті допомоги Доктора багато століть тому Ешільдою відлітає у вкраденій TARDIS на пошуки пригод у безмежному Всесвіті.

## Появи
Клара Освальд з'явилася в серії «Дзвони Святого Іоанна» як маленька дівчинка, яка розмовляла з Доктором на дитячому майданчику. Доктор не усвідомив її тотожності з Кларою Освін Освальд з вікторіанського часу; їх ідентичність помітна тільки глядачам.
Протягом 7 сезону персонаж з'являлася як три окремих людини з різними іменами:
- Освін Освальд з'являється і вмирає під час рятування Доктора в «Ізолятор далеків», 1 серії 7 сезону, як штатна працівниця космічного корабля «Аляска», яка опинилась на планеті-ізоляторі і, вочевидь, стала далеком.
- Клара Освін Освальд з'являється і вмирає під час рятування Доктора в «Сніговику», різдвяному випуску серіалу в 2012 році, як авантюрна гувернантка з вікторіанського Лондона.
- Клара Освальд з'являється в серії «Дзвони Святого Іоанна», 6 серії 7 сезону, і з тих пір є постійню супутницею Доктора. Походить з сучасної Британії. Виявилася джерелом інших Освальд.

Крім того, у серії «Ім'я Доктора» були показані епізодичні версії- «відлуння» Клари, які рятували Доктора в його часовому потоці:
- Клара, яка радить вибрати Доктору інший ТАРДІС, коли його перше втілення збирається вкрасти (позичити) першопочаткову.
- Клара, яка спостерігає за Четвертим Доктором під час подій серії «Часове вторгнення».
- Клара, яка попереджає Третього Доктора, який ухиляється від Часового Ковпака (серія «П'ять Докторів») на своїй машині «Бессі».
- Клара, яка кричить Другому Доктору, який тікає від Часового Ковпака (серія «П'ять Докторів»).
- Клара, яка слідує за Шостим Доктором, коли той ходить по коридорах ТАРДІС.

### У серіалі
| Серія            | Оригінальна назва    | Сценарист     | Режисер    | Дата випуску |
| ---------------- | -------------------- | ------------- | ---------- | ------------ |
| Ізолятор далеків | Asylum of the Daleks | Стівен Моффат | Нік Харран | 01.09.2012   |

| Серія     | Оригінальна назва | Сценарист     | Режисер     | Дата випуску |
| --------- | ----------------- | ------------- | ----------- | ------------ |
| Сніговики | The Snowmen       | Стівен Моффат | Сол Мецстин | 25.12.2012   |

| Серія                    | Оригінальна назва                   | Сценарист     | Режисер          | Дата випуску |
| ------------------------ | ----------------------------------- | ------------- | ---------------- | ------------ |
| Дзвони Святого Іоанна    | The Bells of Saint John             | Стівен Моффат | Колм Маккарті    | 30.03.2013   |
| Кільця Акатена           | The Rings of Akhaten                | Ніл Кросс     | Фаррен Блекберн  | 06.05.2013   |
| Холодна війна            | Cold War                            | Марк Ґетісс   | Дуглас Маккіннон | 13.05.2013   |
| Ховайся                  | Hide                                | Ніл Кросс     | Джеймі Пейн      | 20.05.2013   |
| Подорож до центру ТАРДІС | Journey to the Centre of the TARDIS | Стів Томпсон  | Мет Кінг         | 27.05.2013   |
| Багряний жах             | The Crimson Horror                  | Марк Ґетісс   | Сол Мецстін      | 04.05.2013   |
| Срібний кошмар           | Nightmare in Silver                 | Ніл Гейман    | Стівен Вулфенден | 11.05.2013   |
| Ім′я Доктора             | The Name of the Doctor              | Стівен Моффат | Сол Мецстін      | 18.05.2013   |

| Серія        | Оригінальна назва     | Сценарист     | Режисер     | Дата випуску |
| ------------ | --------------------- | ------------- | ----------- | ------------ |
| День Доктора | The Day of the Doctor | Стівен Моффат | Нік Харран  | 23.11.2013   |
| Час Доктора  | Time of the Doctor    | Стівен Моффат | Джеймі Пейн | 25.12.2013   |

| Серія                      | Оригінальна назва           | Сценарист          | Режисер          | Дата випуску |
| -------------------------- | --------------------------- | ------------------ | ---------------- | ------------ |
| Глибокий вдих              | Deep Breath                 | Стівен Моффат      | Бен Уітлі        | 23.08.2014   |
| Більше в середині          | Into the Dalek              | Стівен Моффат      | Бен Уітлі        | 30.08.2014   |
| Робот з Шервуда            | Robot of Sherwood           | Марк Ґетісс        | Пол Мерфі        | 06.09.2014   |
| Слухай                     | Listen                      | Стівен Моффат      | Дуглас Маккіннон | 13.09.2014   |
| Грабіж у часі              | Time Heist                  | Стів Томпсон       | Дуглас Маккіннон | 20.09.2014   |
| Наглядач                   | The Caretaker               | Стівен Моффат      | Пол Мерфі        | 27.09.2014   |
| Вбити місяць               | Kill the Moon               | Пітер Харнесс      | Пол Уілмсхерст   | 04.11.2014   |
| Мумія на Східному Експресі | Mummy on the Orient Express | Джейми Метісон     | Пол Уілмсхерст   | 11.11.2014   |
| Площина                    | Flatline                    | Джеймі Метісон     | Дуглас Маккіннон | 18.11.2014   |
| В нічному лісі             | In the Forest of the Night  | Френк Коттрел Бойс | Шері Фолксон     | 25.11.2014   |
| Темна вода                 | Dark Water                  | Стівен Моффат      | Рейчал Талалей   | 01.11.2014   |
| Смерть на небі             | Death in Heaven             | Стівен Моффат      | Рейчал Талалей   | 08.11.2014   |

| Серія          | Оригінальна назва | Сценарист     | Режисер        | Дата випуску |
| -------------- | ----------------- | ------------- | -------------- | ------------ |
| Останнє Різдво | Last Christmas    | Стівен Моффат | Пол Уілмсхерст | 25.12.2014   |

| Серія                 | Оригінальна назва         | Сценарист                     | Режисер            | Дата випуску |
| --------------------- | ------------------------- | ----------------------------- | ------------------ | ------------ |
| Учень чарівника       | The Magician's Apprentice | Стівен Моффат                 | Хетті Макдональд   | 19.09.2015   |
| Двійник відьми        | The Witch's Familiar      | Стівен Моффат                 | Хетті Макдональд   | 26.09.2015   |
| На дні озера          | Under the Lake            | Тобі Уітхауз                  | Деніел О'Хара      | 03.10.2015   |
| Перед потопом         | Before the Flood          | Тобі Уітхауз                  | Деніел О'Хара      | 10.10.2015   |
| Дівчинка, яка померла | The Girl Who Died         | Джеймі Метісон, Стівен Моффат | Ед Базалджетт      | 17.10.2015   |
| Жінка, яка вижила     | The Woman Who Lived       | Кетрін Трігенна               | Ед Базалджетт      | 24.10.2015   |
| Вторгнення зайгонів   | The Zygon Invasion        | Пітер Харнесс                 | Деніел Неттхейм    | 31.10.2015   |
| Видозміна зайгонів    | The Zygon Inversion       | Стівен Моффат                 | Деніел Неттхейм    | 07.11.2015   |
| Більше не спіть       | Sleep No More             | Марк Ґетісс                   | Джастін Молотніков | 14.11.2015   |
| Зустрінь ворона       | Face the Raven            | Сара Доллард                  | Джастін Молотніков | 21.11.2015   |
| Посланець з неба      | Heaven Sent               | Стівен Моффат                 | Рейчел Талалей     | 28.11.2015   |
| Диявольська упертість | Hell Bent                 | Стівен Моффат                 | Рейчел Талалей     | 05.12.2015   |